# Charles Robert Jenkins
Pour les articles homonymes, voir Charles Jenkins (homonymie) et Jenkins.
Charles Robert Jenkins, né le 18 février 1940 à Rich Square en Caroline du Nord et mort le 11 décembre 2017 sur l'île de Sado au Japon, est un ancien déserteur de l'armée de terre des États-Unis, connu pour avoir fait défection en Corée du Nord où il a ensuite été retenu pendant près de quarante ans.

## Biographie
Jenkins a déserté une nuit de janvier 1965 alors qu'il était stationné en Corée du Sud, traversant la Zone coréenne démilitarisée et se présentant aux soldats nord-coréens. Il a par la suite expliqué qu'il craignait d'être déployé au Viêt Nam, alors en état de guerre. Il imaginait que les Nord-Coréens le livreraient aux Soviétiques ce qui lui permettrait un jour de revenir aux États-Unis à la faveur d'un éventuel échange de prisonniers. Jenkins a au contraire vécu retenu en Corée du Nord de 1965 à 2004, devenant citoyen du pays en 1972.
En Corée du Nord, il habite pendant plusieurs années avec trois autres déserteurs américains, Larry Allen Abshier, James Dresnok et Jerry Parrish. Les quatre hommes sont contraints d'étudier le Juche, l'idéologie du régime. Par ailleurs, ils font des apparitions dans des rôles de « méchants Américains » dans des films de propagande du cinéma nord-coréen, devenant ainsi des visages familiers du public de ce pays. Jenkins incarne ainsi le « Dr Kelton » dans le film Des héros sans nom, diffusé par épisodes entre 1978 et 1981. Il apparaît également dans le film Pueblo en 2000, qui relate la capture du navire américain USS Pueblo par la Corée du Nord,. N'ayant accès qu'à une chaîne de radio d'État nord-coréenne, il parvient à configurer le récepteur pour capter et écouter la BBC et Voice of America.
En 1980, les autorités lui présentent Hitomi Soga, une jeune femme japonaise kidnappée par le régime pour enseigner le japonais à des espions nord-coréens. Il l'épouse quelques semaines plus tard ; le couple aura deux filles. En 2002, le gouvernement nord-coréen autorise les Japonais retenus dans le pays à retourner au Japon. Hitomi Soga peut alors retourner dans son pays natal avec ses deux filles. En 2004, Charles Jenkins est autorisé par la Corée du Nord à se rendre en Indonésie pour y retrouver son épouse et ses enfants. La famille rejoint ensuite le Japon, où Jenkins se présente à une base militaire américaine, et y plaide coupable de désertion et d'aide apportée à l'ennemi. Alors qu'il encourt la peine de mort, il n'est condamné qu'à trente jours de détention puis est libéré au bout de 25 jours. Il publie par la suite un livre de souvenirs, The Reluctant communist (« Communiste malgré moi »). Dans cet ouvrage et dans les entretiens qu'il a accordés aux médias, il décrit la vie en Corée du Nord comme un cauchemar, et dit avoir été victime de nombreux mauvais traitements. Un tatouage à la gloire de l'US Army qu'il portait sur le bras lui aurait ainsi été arraché sans anesthésie,,,.
Après avoir quitté la Corée du Nord, Jenkins raconte avoir été régulièrement passé à tabac par James Dresnok sur ordre des Nord-Coréens. Ce dernier, interviewé en 2006 dans le documentaire Crossing the Line, a réfuté les accusations de Jenkins,. Larry Abshier et Wayne Parrish sont décédés en Corée du Nord, le premier d'une crise cardiaque en 1983 et le second d'une insuffisance rénale en 1998. James Dresnok est lui aussi resté en Corée du Nord jusqu'à sa mort en 2016.
Charles Jenkins s'installe au Japon sur l'île de Sado, lieu de naissance de son épouse. Il trouve un emploi comme agent d'accueil dans un parc touristique. Il meurt le 11 décembre 2017, à la suite de problèmes cardiaques.

## Œuvre
- (en) The Reluctant Communist: My Desertion, Court-Martial, and Forty-Year Imprisonment in North Korea, coécrit avec le journaliste Jim Frederick  (ISBN 978-0-520-25333-9), University of California Press, 1er mars 2008.